# Waldir Anunciação
Waldir Anunciação (Rio de Janeiro, 1941 — Rio de Janeiro, 9 de janeiro de 2004) foi um cantor brasileiro. Foi um dos integrantes do grupo Golden Boys na formação original, juntamente com seus amigos Roberto Corrêa, Ronaldo e Renato. O grupo destacou-se durante a Jovem Guarda, com os sucessos como "Alguém na Multidão", "Pensando Nela" e "Fumacê".
Morreu aos 62 anos no Hospital Estadual Carlos Chagas, no Rio de Janeiro, vítima de câncer.